# Forêt de Dieulet
Forêt de Dieulet este o arie protejată (sit de importanță comunitară — SCI) din Franța întinsă pe o suprafață de 7 ha, integral pe uscat.

## Localizare
Centrul sitului Forêt de Dieulet este situat la coordonatele 49°27′56″N 5°07′52″E / 49.46556°N 5.13111°E.

## Înființare
Situl Forêt de Dieulet a fost declarat arie specială de conservare în baza directivei 92/43 din 1992 referitoare la conservarea habitatelor naturale și a faunei și florei sălbatice pentru a proteja un număr necunoscut de specii din flora spontană și fauna sălbatică aflate în arealul zonei.

## Biodiversitate
Situată în ecoregiunea continentală, aria protejată conține 2 habitate naturale: Păduri aluvionare cu Alnus glutinosa și Fraxinus excelsior (Alno-Padion, Alnion incanae, Salicion albae), Păduri de stejar sau de stejar și carpen sub-atlantice și medio-europene de Carpinion betuli.
La baza desemnării sitului se află un număr nedeclarat de specii protejate:
Pe lângă speciile protejate, pe teritoriul sitului au mai fost identificate 10 specii de plante.